# 竹島一彦
竹島 一彦（たけしま かずひこ、1943年3月16日 - ）は、大蔵官僚。森・濱田松本法律事務所顧問。大蔵省大臣官房総務審議官、経済企画庁長官官房長、国税庁長官、初代内閣官房副長官補、公正取引委員会委員長などを歴任。村井七郎（三和銀行副頭取、大蔵省国際金融局長、財務参事官）は、義父にあたる。

## 人物
首相官邸で政策調整に当たる内閣官房副長官補時代に、個人情報保護法の制定に携わり、法案の黒幕と名指しされた。また当時、被用者健康保険の本人負担2割から3割への引き上げに精力し、猛反発を乗り越え、制度改正する。
2002年7月より公正取引委員会委員長に就任。在任中、電通を俎上にあげ、電通による広告業界寡占化の問題に斬り込むなど「第二の竹島問題」と呼ばれた（ただし、2003年、公取前任委員長の根來泰周（法務省出身）が電通監査役に「天下り」している。）。独占禁止法の改正や談合や優越的地位の濫用等の監視・摘発の強化に尽力し、「吠えない番犬」から「戦う公取委」に脱皮させた人物と評価される。就任後、二度の再任を経て2012年退任。「（摘発強化など）なし遂げた実績をみても、出色の委員長だった」（経済同友会の長谷川閑史代表幹事）。退任後、国会同意人事の遅れのため、後任の委員長が決まらず、さらに細川清委員も死去により退任したため、史上初の委員3人体制となった。退任会見では「一日でも早く補充をお願いしたい。」と述べた。
2013年、瑞宝大綬章受章。イギリスの競争法・競争政策専門誌『Global Competition Review』から、競争法普及発展のために顕著な功績があった人をたたえる賞「Lifetime Achievement Award」を授与され、アジア人としては初の受賞。

## 経歴
- 北海道学芸大学附属札幌小学校卒業
- 北海道学芸大学附属札幌中学校卒業
- 北海道札幌南高等学校卒業
- 東京大学旧文科一類（現在の文科一類と文科二類）に入学[5]
- 国家公務員上級甲種試験（経済職）にトップで合格[6]
- 1965年3月 東京大学経済学部経済学科（小宮ゼミ）卒業[6]
- 1965年4月 大蔵省入省（大臣官房秘書課）
- 1966年4月 大臣官房秘書課調査係長心得[7]
- 1967年4月 米国留学（ジョンズ・ホプキンズ大学修士課程修了）
- 1969年7月 理財局資金課企画係長[8]
- 1970年7月 平塚税務署長
- 1971年6月 大臣官房秘書課長補佐（財務官室）心得[9]
- 1972年5月 派遣職員（OECD）
- 1975年7月 主計局主計官補佐（農林第二係）
- 1980年6月 大臣官房企画官兼大臣官房文書課
- 1982年6月 行政管理庁行政管理局管理官
- 1984年6月 主計局給与課長
- 1986年6月 主計局主計官
- 1989年7月 大臣官房文書課長
- 1991年6月 近畿財務局長
- 1992年6月 主計局次長（次席）
- 1993年7月 主計局次長（筆頭）[10]
- 1994年7月 大臣官房総務審議官
- 1995年5月 経済企画庁官房長
- 1997年7月 国税庁長官
- 1998年1月 内閣官房内閣内政審議室長
- 2001年1月 内閣官房副長官補（内政担当）
- 2002年7月2日 退官
- 2002年7月31日 公正取引委員会委員長
- 2002年9月 再任
- 2007年9月 再任
- 2012年9月26日 退官[11]
- 2013年1月1日 森・濱田松本法律事務所顧問
- 2013年4月 瑞宝大綬章受章[12]。
- 2013年5月 - 株式会社ニトリホールディングス取締役[13]
- 2013年6月 - 日本空港ビルデング株式会社監査役[14]
- 2015年4月14日 GCR（Global Competion Review）競争法・競争政策の英国専門誌から、競争法の普及発展のために顕著な功績があった人をたたえる賞「Lifetime Achievement Award」を授与。

## 同期
大蔵省入省同期には、薄井信明（国民金融公庫総裁、大蔵事務次官、国税庁長官、主税局長、大臣官房審議官〈主税局担当〉）、榊原英資（財務官、国際金融局長、財政金融研究所長）、鏡味徳房（東日本銀行会長）、東力（衆議院議員）、浜田卓二郎（衆・参議院議員）、根本貞夫（内閣審議官、岩手県副知事）、大塚功（駐ジャマイカ特命全権大使、駐ニューオリン領事）、近藤健彦（立命館アジア太平洋大教授、大臣官房審議官〈関税局担当〉、駐仏公使）、藤川鉄馬（印刷局長）、谷川憲三（第三銀行頭取、関東財務局長）などがいる。